# Афонин, Максим Сергеевич
Максим Сергеевич Афонин (род. 6 января 1992 года) — российский толкатель ядра. Чемпион России 2016 года. Шестикратный чемпион России в помещении (2017—2020, 2022—2023). Мастер спорта России международного класса (2018).

## Карьера
Выступает за филиал ФАУ МО РФ ЦСКА (ЦСК ВВС, г. Самара). Мастер спорта России.
На международной арене дебютировал в 2009 году. В 2011 году победил на чемпионате России среди молодежи в помещении. В 2012, 2013 и 2015 годах побеждал на чемпионате России среди молодежи. Тренируется под руководством Николая Александровича Колодко.

## Основные результаты

### Международные
| Год  | Соревнования                                   | Место проведения          | Место  | Результат |
| ---- | ---------------------------------------------- | ------------------------- | ------ | --------- |
| 2009 | Чемпионат мира среди юношей                    | Брессаноне, Италия        | 8      | 18,55 м   |
| 2009 | Европейский юношеский Олимпийский фестиваль    | Тампере, Финляндия        | 3      | 19,06 м   |
| 2010 | Чемпионат мира среди юниоров                   | Монктон, Канада           | 23 (q) | 17,09 м   |
| 2012 | Кубок Европы по зимним метаниям среди молодёжи | Бар, Черногория           | 3      | 18,73 м   |
| 2013 | Кубок Европы по зимним метаниям среди молодёжи | Кастельон, Испания        | 3      | 18,00 м   |
| 2013 | Чемпионат Европы среди молодёжи                | Тампере, Финляндия        | 9      | 18,18 м   |
| 2014 | Кубок Европы по зимним метаниям среди молодёжи | Лейрия, Португалия        | 5      | 18,39 м   |
| 2018 | Чемпионат мира в помещении                     | Бирмингем, Великобритания | 13     | 19,84 м   |
| 2018 | Чемпионат Европы                               | Берлин, Германия          | 8      | 20,68 м   |
| 2019 | Чемпионат Европы в помещении                   | Глазго, Великобритания    | 9 (q)  | 20,30 м   |
| 2019 | Чемпионат мира                                 | Доха, Катар               | 28 (q) | 19,82 м   |

### Национальные
| Год  | Соревнования                 | Место проведения | Место | Результат |
| ---- | ---------------------------- | ---------------- | ----- | --------- |
| 2012 | Чемпионат России в помещении | Москва           | 9     | 18,56 м   |
| 2012 | Чемпионат России             | Чебоксары        | 11    | 18,65 м   |
| 2013 | Чемпионат России в помещении | Москва           | 10    | 18,23 м   |
| 2013 | Чемпионат России             | Москва           | 8     | 18,60 м   |
| 2014 | Чемпионат России в помещении | Москва           | 8     | 18,36 м   |
| 2014 | Чемпионат России             | Казань           | 10    | 18,04 м   |
| 2015 | Чемпионат России в помещении | Москва           | 4     | 19,22 м   |
| 2015 | Чемпионат России             | Чебоксары        | 3     | 20,06 м   |
| 2016 | Чемпионат России             | Чебоксары        | 1     | 20,96 м   |
| 2017 | Чемпионат России в помещении | Москва           | 1     | 21,09 м   |
| 2017 | Чемпионат России             | Жуковский        | 2     | 20,83 м   |
| 2018 | Чемпионат России в помещении | Москва           | 1     | 21,39 м   |
| 2018 | Чемпионат России             | Казань           | 2     | 20,44 м   |
| 2019 | Чемпионат России в помещении | Москва           | 1     | 20,70 м   |
| 2019 | Чемпионат России             | Чебоксары        | 3     | 19,83 м   |
| 2020 | Чемпионат России в помещении | Москва           | 1     | 20,62 м   |
| 2020 | Чемпионат России             | Челябинск        | 2     | 20,37 м   |